# Tendam
Tendam, fino al 2018 denominata Cortefiel è una azienda spagnola attiva nel settore della produzione e della vendita al dettaglio di vestiti.

## Profilo
Fondata nel 1880 dai fratelli García-Quirós, opera principalmente in Spagna e Portogallo (la penisola iberica fornisce all'azienda l'85% del suo fatturato totale) ma è presente anche in Francia, Belgio e Paesi Bassi. Opera tramite i marchi Cortefiel (abiti tradizionali), Springfield (moda giovanile), Women'secret (intimo femminile), Pedro del Hierro (alta moda) e Fifty (catena di outlet che rivende le altre marche del gruppo oltre ad averne una propria, Milano).
L'86,8% dell'azienda è controllato congiuntamente dalle società finanziarie PAI Partners, CVC Capital Partners e Permira dal settembre 2005.